# 线叶大戟
线叶大戟（学名：Euphorbia lingiana）为大戟科大戟属下的一个种。

## 扩展阅读
- 維基物種上的相關：线叶大戟